# Schumacherfjellet
Schumacherfjellet (Mount Schumacher) är ett berg i Antarktis. Det ligger i Östantarktis. Norge gör anspråk på området. Toppen på Schumacherfjellet är 1 230 meter över havet och namnet har det fått efter Nils Jørgen Schumacher som var chefsmeteorolog på Norsk-brittisk-svenska Antarktisexpeditionen 1949-52.
Terrängen runt Schumacherfjellet är huvudsakligen platt, men den allra närmaste omgivningen är kuperad. Trakten är glest befolkad. Närmaste befolkade plats är Sarie Marais, 13,6 kilometer söder om Schumacherfjellet. 